# Крайчович, Рудольф
Ру́дольф Кра́йчович (словац. Rudolf Krajčovič; 22 июля 1927, Траковице, Чехословакия — 29 октября 2014, Братислава, Словакия) — словацкий лингвист, специалист по словакистике, доктор философии (1953), доктор наук (1984), профессор (1986) философского факультета Университета Коменского.

Сферой научной деятельности Р. Крайчовича были вопросы истории словацкого языка, исследование словацкой исторической диалектологии и ономастики.
Р. Крайчович являлся членом различных лингвистических обществ и комиссий, включая комиссии при Международном комитете славистов, неоднократно принимал участие в работе международных форумов славистов.

## Биография
Рудольф Крайчович родился в 1927 году в небольшом селении Траковице, расположенном недалеко от города Глоговец в Западной Словакии. После завершения учёбы в Университете Коменского в Братиславе в 1949 году, он стал работать в этом учебном заведении в качестве ассистента на кафедре словацкого языка и литературы философского факультета. Позднее получил должность доцента, затем — профессора (1986), в 1992 году вышел на пенсию.

## Вклад в науку
Большую часть исследований Рудольфа Крайчовича составляют работы, посвящённые истории словацкого языка и сравнительно-историческому и сопоставительному исследованию фонологии славянских языков. В число наиболее известных работ Р. Крайчовича входят «Происхождение юго-западных словацких диалектов и формирование их фонологической системы» (Pôvod juhozápadoslovenských nárečí a ich fonologický vývin, 1964), в которой заложены основы миграционно-интеграционной теории происхождения словацкого языка, эта работа была переиздана в 1974 году под названием «Словацкий язык и славянские языки. I. Праславянский генезис словацкого языка» (Slovenčina a slovanské jazyky I. Praslovanská genéza slovenčiny, 1974; издание на английском языке — A Historical Phonology of the Slovak Language, 1975). Р Крайчович является автором большого числа учебников для высшей школы, в частности, таких изданий, как «Формирование и развитие словацкого языка» (Vývin slovenského jazyka, 1961), «Об истории словацкого языка» (Náčrt dejín slovenského jazyka, 1966, 1971), «Методы лингвистической интерпретации» (Technika jazykovej interpretácie, 1966), «Справочник по истории словацкого языка» (Textová príručka k dejinám slovenského jazyka, 1979), «История происхождения и развития словацкого языка» (Pôvod a vývin slovenského jazyka, 1981), «История и диалектология словацкого языка» (Vývin slovenského jazyka a dialektológia, 1988), «Чешский и словацкий языки в памятниках дописьменной эпохи» (Čeština a slovenčina v starších archiváliách v predspisovnom období, 1983, 1991), «История словацкого литературного языка» (Dejiny spisovnej slovenčiny, 1990, 1994, 1996). Важное место в научных исследованиях Р. Крайчовича занимает также создание научно-популярных фильмов об истории словацкого языка — «Свидетельства истории словацкого языка» (Svedectvo dejín o slovenčine, 1977, 1980), «Великая Моравия в первом тысячелетии» (Veľká Morava v tisícročí, 1985). Р. Крайчович ввёл в научный обиход славистики понятие «генетический параллелизм» — «совокупность параллельных явлений, встречающихся в разных языках, в разном географическом окружении / среде», сложившихся вследствие как общих процессов развития, так и в результате тенденций, проявившихся в развитии минимум двух языков (1968).
Помимо большого числа лекций, конференций, семинаров и симпозиумов в Словакии, Р. Крайчович принимал участие и в зарубежных славистических форумах: в Кракове (1963), в Скопье (1977), в Москве (лекции по истории словацкого языка на филологическом факультете МГУ, 1970—1971, 1975—1976, 1980—1981), в том числе на международных съездах славистов в Софии (1963), в Варшаве (1973) и в Братиславе (1993), на международных симпозиумах по ономастике в Липске (1969), Вроцлаве (1972), Кракове (1978), на симпозиуме придунайских народов в Регенсбурге (1967). Р. Крайчович является автором большого числа публикаций в лингвистических журналах и сборниках, в том числе изданных не только в Словакии, но и в Польше, Болгарии, Германии, России и других странах. Был членом редколлегии в изданиях Jazykovedný časopis и Zborník Filozofickej fakulty Univerzity Komenského, Philologica.
В 1957—1960 годах Р. Крайчович занимал должность секретаря Ассоциации словацких лингвистов Словацкой академии наук, в 1966—1968 был членом комитета этой организации, а в 1968—1972 был заместителем председателя ассоциации. В 1972—1973 Р. Крайчович занимал пост заместителя председателя Словацкого лингвистического общества. Он был членом комиссии по славянской ономастике при Международном комитете славистов.

## Награды
В 1971 году в честь заслуг Р. Крайчовича в Университете Коменского была установлена мемориальная доска. В 1986 году он получил Памятную медаль Людовита Штура (Pamätná medaila Ľudovíta Štúra), а в 1995 году Памятную медаль Университета Павола Йозефа Шафарика (Pamätná medaila Univerzity Pavla Jozefa Šafárika).
Также Р. Крайчович был награждён бронзовой (Bronzová medaila Univerzity Komenského, 1977), серебряной (Strieborná medaila Univerzity Komenského, 1987) и золотой (Zlatá medaila Filozoﬁckej fakulty Univerzity Komenského, 1997) медалями Университета Коменского. Кроме того, он был награждён министром культуры Словацкой республики (pocta ministra kultúry Slovenskej republiky, 1997). В 2000 году получил медаль Матицы словацкой (medaila Matice slovenskej), в 2001 — Памятную медаль Философского факультета Университета Коменского (Pamätná medaila Filozoﬁckej fakulty Univerzity Komenského).

## Основные книги и статьи
1. Vývin slovenského jazyka, 1961.
2. Súbor textov a cvičení zo slovenskej historickej gramatiky, 1963.
3. Pôvod juhozápadoslovenských nárečí a ich fonologický vývin, 1964.
4. Náčrt dejín slovenského jazyka, 1964.
5. Technika jazykovej interpretácie so zameraním na vývin slovenského jazyka, 1966.
6. Slovenčina a slovanské jazyky. Praslovanská genéza slovenčiny, 1974.
7. A Historical Phonology of the Slovak Language, 1975.
8. Svedectvo dejín o slovenčine, 1977.
9. Pri prameňoch slovenčiny, 1978.
10. Textová príručka k dejinám slovenského jazyka, 1979.
11. Pôvod a vývin slovenského jazyka, 1981.
12. Čeština a slovenčina v starších archiváliách v predspisovnom období, 1983.
13. Veľká Morava v tisícročí slovami prameňov, legiend, kroník a krásnej spisby, 1985.
14. Vývin slovenského jazyka a dialektológia, 1988.
15. Dejiny spisovnej slovenčiny. Študijná príručka a texty., 1990.
16. Živé kroniky slovenských dejín skryté v názvoch obcí a miest, 2005.